# 蒲萊斯考特 (阿肯色州)
蒲萊斯考特（英語：Prescott）是一個位於美國阿肯色州內華達縣的城市。根據2020年美國人口普查，該地人口為3101人，而該地的面積約為16.74平方千米。同時該地也是內華達縣的縣治。

## 地理
蒲萊斯考特的座標為33°48′09″N 93°22′55″W / 33.80250°N 93.38194°W，而該地的平均海拔高度為99米（即325英尺）。